# Campeonato Mundial de Baloncesto Sub-21 Masculino de 2005
El Campeonato Mundial de Baloncesto Sub-21 Masculino de 2005 fue la cuarta y última edición de este torneo. Se realizó en las ciudades de Córdoba y Mar del Plata, Argentina entre el 5 y el 14 de agosto de 2005. 
Lituania se consagró campeón del mundo por primera vez al vencer en la final a Grecia 65-63.

## Formato de competición
En la primera fase, las 11 selecciones participantes fueron divididas en un grupo de cinco y otro de seis equipos cada uno donde jugaron todos contra todos. Los cuatro mejores de cada grupo accedieron a los cuartos de final, mientras que el quinto del grupo A más el quinto y el sexto del grupo B disputaron el 9.º puesto.
En la fase final, los 8 mejores equipos se organizaron de manera que se enfrentaron el primer clasificado del grupo A contra el cuarto clasificado del grupo B, el segundo del grupo A frente al tercero del grupo B y así sucesivamente. En esta fase se jugó por eliminación directa hasta quedar los dos equipos que disputaron la final para definir el ganador del torneo. Los equipos eliminados en semifinales se enfrentaron también para definir el 3.º puesto y los cuatro eliminados en cuartos de final jugaron del 5.º al 8.º puesto. Para la definición, del 9.º al 11.º puesto se disputó un triangular por suma de puntos entre el equipo ubicado quinto en el grupo A y los equipos ubicados quinto y sexto en el grupo B. El resultado del partido que jugaron en la primera fase los equipos del grupo B se tomó en cuenta para esta definición.

## Primera fase

### Grupo A
| Equipo    | Pts | PJ | PG | PP | PF  | PC  | Dif  |
| --------- | --- | -- | -- | -- | --- | --- | ---- |
| Australia | 10  | 5  | 5  | 0  | 389 | 332 | 57   |
| Grecia    | 9   | 5  | 4  | 1  | 305 | 281 | 24   |
| Argentina | 8   | 5  | 3  | 2  | 312 | 249 | 63   |
| Canadá    | 7   | 5  | 2  | 3  | 268 | 302 | -34  |
| Israel    | 6   | 5  | 1  | 4  | 323 | 333 | -10  |
| Irán      | 5   | 5  | 0  | 5  | 0   | 100 | -100 |

|  | Canadá | 20–0 | Irán |  |  |
|  |        |      |      |  |  |
|  |        |      |      |  |  |

| 5 de agosto de 2005 | Australia                                                        | 94–81        | Grecia                                                                              |                                                                                              |  |
|                     | Parciales: 24-11, 20-19, 28-27, 22-24                            |              |                                                                                     |                                                                                              |  |
|                     | Estadísticas Brad Newley 22 Aleksandar Marić 7 Steven Markovic 5 | Pts Reb Asts | Estadísticas 22 Kostas Vasileiadis 6 Georgios Apostolidis 4 Panagiotis Vasilopoulos | Pabellón: Orfeo Superdomo, Córdoba Árbitros: Luigi Lamonica José Aníbal Carrión José La Paix |  |

| 5 de agosto de 2005 | Israel                                                      | 58–71                | Argentina                                                            |                                                                                            |  |
|                     | Parciales: 15-11, 9-22, 16-23, 18-15                        |                      |                                                                      |                                                                                            |  |
|                     | Estadísticas Lior Eliyahu 15 Lior Eliyahu 7 Raviv Limonad 4 | Reporte Pts Reb Asts | Estadísticas 19 Matías Sandes 10 Matías Sandes 4 Juan Pablo Figueroa | Pabellón: Orfeo Superdomo, Córdoba Árbitros: Terry Moore Virginijus Dovidavicius Sasa Pukl |  |

|  | Israel | 20–0 | Irán |  |  |
|  |        |      |      |  |  |
|  |        |      |      |  |  |

| 6 de agosto de 2005 | Canadá                                                                             | 71–88                | Australia                                                     |                                                                                   |  |
|                     | Parciales: 13-26, 22-19, 22-23, 14-20                                              |                      |                                                               |                                                                                   |  |
|                     | Estadísticas Vladimir Kuljanin 18 Levon Kendall 8 Pierre Marie Altido - Céspedes 4 | Reporte Pts Reb Asts | Estadísticas 18 Aaron Bruce 11 Aleksandar Marić 4 Aaron Bruce | Pabellón: Orfeo Superdomo, Córdoba Árbitros: Luigi Lamonica Sergio Pacheco Qi Ban |  |

| 6 de agosto de 2005 | Argentina                                                              | 59–63                | Grecia                                                                            |                                                                                           |  |
|                     | Parciales: 14-7, 16-20, 14-15, 15-21                                   |                      |                                                                                   |                                                                                           |  |
|                     | Estadísticas Leonel Schattmann 17 Leonardo Mainoldi 11 Matías Sandes 4 | Reporte Pts Reb Asts | Estadísticas 20 Kostas Vasileiadis 7 Loukas Mavrokefalidis 4 Vasilis Xanthopoulos | Pabellón: Orfeo Superdomo, Córdoba Árbitros: Terry Moore José Aníbal Carrión Eddie Viator |  |

|  | Irán | 0–20 | Australia |  |  |
|  |      |      |           |  |  |
|  |      |      |           |  |  |

| 7 de agosto de 2005 | Grecia                                                                           | 79–75                | Israel                                                       |                                                                              |  |
|                     | Parciales: 18-15, 19-18, 24-23, 18-19                                            |                      |                                                              |                                                                              |  |
|                     | Estadísticas Panagiotis Vasilopoulos 24 Vasileios Zefkilis 10 Evangelos Morfis 3 | Reporte Pts Reb Asts | Estadísticas 22 Yotam Halperin 9 Jonatan Nir 5 Raviv Limonad | Pabellón: Orfeo Superdomo, Córdoba Árbitros: Sergio Pacheco Sasa Pukl Qi Ban |  |

| 7 de agosto de 2005 | Argentina                                                              | 86–46                | Canadá                                                            |                                                                                                |  |
|                     | Parciales: 17-12, 18-12, 20-10, 31-12                                  |                      |                                                                   |                                                                                                |  |
|                     | Estadísticas Leonel Schattmann 19 Axel Weigand 9 Diego Miguel Brezzo 2 | Reporte Pts Reb Asts | Estadísticas 10 Vladimir Kuljanin 5 Levon Kendall 2 Levon Kendall | Pabellón: Orfeo Superdomo, Córdoba Árbitros: Virginijus Dovidavicius José La Paix Eddie Viator |  |

|  | Irán | 0–20 | Argentina |  |  |
|  |      |      |           |  |  |
|  |      |      |           |  |  |

| 9 de agosto de 2005 | Australia                                                         | 105–104              | Israel                                                         |                                                                                            |  |
|                     | Parciales: 24-27, 28-34, 32-22, 21-21                             |                      |                                                                |                                                                                            |  |
|                     | Estadísticas Brad Newley 22 Aleksandar Marić 12 Steven Markovic 4 | Reporte Pts Reb Asts | Estadísticas 27 Yotam Halperin 9 Lior Eliyahu 6 Yotam Halperin | Pabellón: Orfeo Superdomo, Córdoba Árbitros: Virginijus Dovidavicius Luigi Lamonica Qi Ban |  |

| 9 de agosto de 2005 | Grecia                                                                              | 62–53                | Canadá                                                       |                                                                                 |  |
|                     | Parciales: 10-13, 15-8, 17-19, 20-13                                                |                      |                                                              |                                                                                 |  |
|                     | Estadísticas Kostas Vasileiadis 23 Panagiotis Vasilopoulos 7 Vasilis Xanthopoulos 6 | Reporte Pts Reb Asts | Estadísticas 17 Majak Kou 6 Levon Kendall 3 Kingsley Costain | Pabellón: Orfeo Superdomo, Córdoba Árbitros: Terry Moore Sasa Pukl José La Paix |  |

|  | Grecia | 20–0 | Irán |  |  |
|  |        |      |      |  |  |
|  |        |      |      |  |  |

| 10 de agosto de 2005 | Israel                                                         | 66–78                | Canadá                                                                |                                                                                      |  |
|                      | Parciales: 26-17, 18-15, 16-28, 6-18                           |                      |                                                                       |                                                                                      |  |
|                      | Estadísticas Yotam Halperin 22 Lior Eliyahu 8 Yotam Halperin 4 | Reporte Pts Reb Asts | Estadísticas 24 Garry Doane Gallimore 6 Kevin Francis 3 Levon Kendall | Pabellón: Orfeo Superdomo, Córdoba Árbitros: Terry Moore Luigi Lamonica Eddie Viator |  |

| 10 de agosto de 2005 | Argentina                                                              | 76–82                | Australia                                                              |                                                                                           |  |
|                      | Parciales: 10-22, 19-29, 26-18, 21-13                                  |                      |                                                                        |                                                                                           |  |
|                      | Estadísticas Matías Sandes 23 Alejandro Alloatti 9 Leonel Schattmann 3 | Reporte Pts Reb Asts | Estadísticas 20 Steven Markovic 10 Aleksandar Marić 5 Aleksandar Marić | Pabellón: Orfeo Superdomo, Córdoba Árbitros: Sasa Pukl José Aníbal Carrión Sergio Pacheco |  |

### Grupo B
| Equipo         | Pts | PJ | PG | PP | PF  | PC  | Dif  |
| -------------- | --- | -- | -- | -- | --- | --- | ---- |
| Estados Unidos | 10  | 5  | 5  | 0  | 509 | 369 | 140  |
| Lituania       | 9   | 5  | 4  | 1  | 478 | 408 | 70   |
| Puerto Rico    | 8   | 5  | 3  | 2  | 422 | 378 | 44   |
| Eslovenia      | 7   | 5  | 2  | 3  | 332 | 362 | -30  |
| Nigeria        | 6   | 5  | 1  | 4  | 366 | 457 | -91  |
| China          | 5   | 5  | 0  | 5  | 334 | 467 | -133 |

| 5 de agosto de 2005 | Eslovenia                                                  | 63–54                | Nigeria                                                                | |  |
|                     | Parciales: 12-12, 14-19, 16-11, 21-12                      |                      |                                                                        | |  |
|                     | Estadísticas Domen Lorbek 17 Saša Zagorac 8 Domen Lorbek 2 | Reporte Pts Reb Asts | Estadísticas 11 Abubakar Usman 9 Don Lawrence Nwevo 2 Adesola Alayande | Pabellón: Polideportivo Islas Malvinas, Mar del Plata Árbitros: Trevor Perry Heros Avanessian Konstantinos Koromilas |  |

| 5 de agosto de 2005 | China                                                     | 50–117               | Estados Unidos                                                    | |  |
|                     | Parciales: 11-23, 8-29, 17-30, 14-35                      |                      |                                                                   | |  |
|                     | Estadísticas Zhang Qingpeng 15 Gu Liye 6 Zhang Qingpeng 2 | Reporte Pts Reb Asts | Estadísticas 19 Curtis Withers 8 Curtis Withers 8 Marcus Williams | Pabellón: Polideportivo Islas Malvinas, Mar del Plata Árbitros: Ilija Belosevic Tolga Sahin Cristiano Maranho |  |

| 5 de agosto de 2005 | Lituania                                                                 | 97–81                | Puerto Rico                                                                      | |  |
|                     | Parciales: 21-16, 20-16, 34-16, 23-33                                    |                      |                                                                                  | |  |
|                     | Estadísticas Arturas Jomantas 21 Paulius Jankūnas 11 Rolandas Alijevas 3 | Reporte Pts Reb Asts | Estadísticas 19 José Juan Barea 6 Gabriel Antonio Colon Gracia 3 José Juan Barea | Pabellón: Polideportivo Islas Malvinas, Mar del Plata Árbitros: Shmuel Bachar Alejandro Chiti Damien Thiesz |  |

| 6 de agosto de 2005 | Nigeria                                                        | 87–81                | China                                                      | |  |
|                     | Parciales: 21-17, 22-26, 18-20, 26-18                          |                      |                                                            | |  |
|                     | Estadísticas Stanley Gumut 17 Ejike Ugboaja 10 Stanley Gumut 3 | Reporte Pts Reb Asts | Estadísticas 16 Meng Da 8 Zhang Qingpeng 2 Wang Zhongguang | Pabellón: Polideportivo Islas Malvinas, Mar del Plata Árbitros: Shmuel Bachar Ilija Belosevic Damien Thiesz |  |

| 6 de agosto de 2005 | Estados Unidos                                                 | 103–83               | Lituania                                                             | |  |
|                     | Parciales: 23-19, 26-21, 26-21, 28-22                          |                      |                                                                      | |  |
|                     | Estadísticas Rajon Rondo 17 Justin Eugene Gray 7 Rajon Rondo 3 | Reporte Pts Reb Asts | Estadísticas 16 Jonas Mačiulis 5 Arturas Jomantas 5 Darius Silinskis | Pabellón: Polideportivo Islas Malvinas, Mar del Plata Árbitros: Konstantinos Koromilas Alejandro Chiti Cristiano Maranho |  |

| 6 de agosto de 2005 | Puerto Rico                                                            | 71–50                | Eslovenia                                                    | |  |
|                     | Parciales: 16-17, 10-12, 24-10, 21-11                                  |                      |                                                              | |  |
|                     | Estadísticas Peter John Ramos 22 Peter John Ramos 14 José Juan Barea 5 | Reporte Pts Reb Asts | Estadísticas 11 Hasan Rizvic 7 Mensud Julevic 3 Domen Lorbek | Pabellón: Polideportivo Islas Malvinas, Mar del Plata Árbitros: Tolga Sahin Trevor Perry Diego Rougier |  |

| 7 de agosto de 2005 | Lituania                                                                    | 110–75               | Nigeria                                                           | |  |
|                     | Parciales: 23-11, 33-26, 30-20, 24-18                                       |                      |                                                                   | |  |
|                     | Estadísticas Steponas Babrauskas 17 Paulius Jankūnas 8 Marius Prekevicius 7 | Reporte Pts Reb Asts | Estadísticas 24 Stanley Gumut 10 Stanley Gumut 3 Adesola Alayande | Pabellón: Polideportivo Islas Malvinas, Mar del Plata Árbitros: Tolga Sahin Alejandro Chiti Diego Rougier |  |

| 7 de agosto de 2005 | China                                            | 63–66                | Eslovenia                                                 | |  |
|                     | Parciales: 14-19, 21-18, 9-17, 19-12             |                      |                                                           | |  |
|                     | Estadísticas Zhang Qingpeng 21 Yi Li 7 Meng Da 3 | Reporte Pts Reb Asts | Estadísticas 22 Saša Zagorac 9 Saša Zagorac 2 Ziga Zagorc | Pabellón: Polideportivo Islas Malvinas, Mar del Plata Árbitros: Konstantinos Koromilas Cristiano Maranho Ilija Belosevic |  |

| 7 de agosto de 2005 | Estados Unidos                                                        | 94–79                | Puerto Rico                                                                | |  |
|                     | Parciales: 31-14, 19-25, 21-22, 23-18                                 |                      |                                                                            | |  |
|                     | Estadísticas Allan Ray 20 Terrence James Roberts 10 Marcus Williams 6 | Reporte Pts Reb Asts | Estadísticas 21 José Juan Barea 12 Ivan Lopez Rodrigues 14 José Juan Barea | Pabellón: Polideportivo Islas Malvinas, Mar del Plata Árbitros: Damien Theisz Shmuel Bachar Heros Avanessian |  |

| 9 de agosto de 2005 | Eslovenia                                              | 74–92                | Lituania                                                                  | |  |
|                     | Parciales: 17-19, 24-21, 18-28, 15-24                  |                      |                                                                           | |  |
|                     | Estadísticas Saša Zagorac 26 Saša Zagorac 4 Miha Fon 4 | Reporte Pts Reb Asts | Estadísticas 28 Paulius Jankūnas 10 Paulius Jankūnas 8 Marius Prekevicius | Pabellón: Polideportivo Islas Malvinas, Mar del Plata Árbitros: Tolga Sahin Shmuel Bachar Heros Avanessian |  |

| 9 de agosto de 2005 | Nigeria                                                           | 78–113               | Estados Unidos                                                           | |  |
|                     | Parciales: 18-29, 16-24, 22-30, 22-30                             |                      |                                                                          | |  |
|                     | Estadísticas Abubakar Usman 18 Ejike Ugboaja 9 Adesola Alayande 5 | Reporte Pts Reb Asts | Estadísticas 22 J. J. Redick 14 Nicholas Ryan Fazekas 10 Marcus Williams | Pabellón: Polideportivo Islas Malvinas, Mar del Plata Árbitros: Ilija Belosevic Konstantinos Koromilas Cristiano Maranho |  |

| 9 de agosto de 2005 | Puerto Rico                                                             | 101–65               | China                                            | |  |
|                     | Parciales: 23-6, 26-20, 32-19, 20-20                                    |                      |                                                  | |  |
|                     | Estadísticas Peter John Ramos 21 Peter John Ramos 12 José Juan Barea 10 | Reporte Pts Reb Asts | Estadísticas 15 Meng Da 7 Yi Li 2 Zhang Qingpeng | Pabellón: Polideportivo Islas Malvinas, Mar del Plata Árbitros: Trevor Perry Alejandro Chiti Diego Rougier |  |

| 10 de agosto de 2005 | Estados Unidos                                            | 82–79                | Eslovenia                                                 | |  |
|                      | Parciales: 13-26, 36-18, 17-17, 16-18                     |                      |                                                           | |  |
|                      | Estadísticas Curtis Withers 15 Rudy Gay 8 Mardy Collins 3 | Reporte Pts Reb Asts | Estadísticas 15 Saša Zagorac 8 Saša Zagorac 7 Ziga Zagorc | Pabellón: Polideportivo Islas Malvinas, Mar del Plata Árbitros: Diego Rougier Damien Theisz Alejandro Chiti |  |

| 10 de agosto de 2005 | Lituania                                                       | 96–75                | China                                   | |  |
|                      | Parciales: 21-12, 23-24, 34-22, 18-17                          |                      |                                         | |  |
|                      | Estadísticas Jonas Mačiulis 12 Gediminas Navickas 7 Alijevas 5 | Reporte Pts Reb Asts | Estadísticas 14 Meng Da 5 Hu Ke 3 Hu Ke | Pabellón: Polideportivo Islas Malvinas, Mar del Plata Árbitros: Cristiano Maranho Trevor Perry Heros Avanessian |  |

| 10 de agosto de 2005 | Nigeria                                                         | 72–90                | Puerto Rico                                                               | |  |
|                      | Parciales: 21-22, 16-24, 22-19, 13-25                           |                      |                                                                           | |  |
|                      | Estadísticas Stanley Gumut 19 Abubakar Usman 7 Abubakar Usman 8 | Reporte Pts Reb Asts | Estadísticas 18 Peter John Ramos 9 Ivan Lopez Rodrigues 7 José Juan Barea | Pabellón: Polideportivo Islas Malvinas, Mar del Plata Árbitros: Shmuel Bachar Ilija Belosevic Tolga Sahin |  |

## Fase final

### Del 9° al 11°
| Equipo  | Pts | PJ | PG | PP | PF  | PC  | Dif |
| ------- | --- | -- | -- | -- | --- | --- | --- |
| Nigeria | 4   | 2  | 2  | 0  | 197 | 155 | 42  |
| Israel  | 3   | 2  | 1  | 1  | 199 | 184 | 15  |
| China   | 2   | 2  | 0  | 2  | 155 | 182 | -27 |

| 12 de agosto de 2005 | Israel                                                          | 95–74                | China                                       |                                                          |  |
|                      | Parciales: 24-13, 25-18, 31-21, 15-22                           |                      |                                             |                                                          |  |
|                      | Estadísticas Yotam Halperin 24 Raviv Limonad 10 Raviv Limonad 5 | Reporte Pts Reb Asts | Estadísticas 22 Meng Da 5 Gu Liye 3 Meng Da | Árbitros: José Aníbal Carrión José La Paix Diego Rougier |  |

| 13 de agosto de 2005 | Nigeria                                                                | 110–104              | Israel                                                        | |  |
|                      | Parciales: 24-26, 18-21, 24-18, 27-28 (T.E.: 17-11)                    |                      |                                                               | |  |
|                      | Estadísticas Abubakar Usman 34 Chukwudinma Odiakosa 7 Abubakar Usman 9 | Reporte Pts Reb Asts | Estadísticas 34 Yotam Halperin 13 Lior Eliyahu 8 Lior Eliyahu | Pabellón: Polideportivo Islas Malvinas, Mar del Plata Árbitros: Alejandro Chiti Eddie Viator Qi Ban |  |

### Cuartos de final
| 12 de agosto de 2005 | Estados Unidos                                              | 90–93                | Canadá                                                             | |  |
|                      | Parciales: 23-27, 18-19, 23-17, 18-19 (T.E.: 8-11)          |                      |                                                                    | |  |
|                      | Estadísticas Allan Ray 16 Curtis Withers 10 Mardy Collins 4 | Reporte Pts Reb Asts | Estadísticas 40 Levon Kendall 12 Levon Kendall 5 Tristan Blackwood | Pabellón: Polideportivo Islas Malvinas, Mar del Plata Árbitros: Virginijus Dovidavicius Sasa Pukl Eddie Viator |  |

| 12 de agosto de 2005 | Grecia                                                                            | 88–63                | Puerto Rico                                                           | |  |
|                      | Parciales: 24-8, 21-18, 17-25, 26-12                                              |                      |                                                                       | |  |
|                      | Estadísticas Kostas Vasileiadis 27 Loukas Mavrokefalidis 8 Georgios Apostolidis 5 | Reporte Pts Reb Asts | Estadísticas 17 José Juan Barea 15 Peter John Ramos 4 José Juan Barea | Pabellón: Polideportivo Islas Malvinas, Mar del Plata Árbitros: Alejandro Chiti Ilija Belosevic Damien Theisz |  |

| 12 de agosto de 2005 | Australia                                                         | 89–80                | Eslovenia                                                 | |  |
|                      | Parciales: 21-19, 13-19, 18-13, 17-18 (T.E.: 20-11)               |                      |                                                           | |  |
|                      | Estadísticas Aleksandar Marić 21 Aleksandar Marić 8 Aaron Bruce 8 | Reporte Pts Reb Asts | Estadísticas 25 Saša Zagorac 9 Saša Zagorac 3 Matej Venta | Pabellón: Polideportivo Islas Malvinas, Mar del Plata Árbitros: Shmuel Bachar Cristiano Maranho Trevor Perry |  |

| 12 de agosto de 2005 | Lituania                                                                   | 76–63                | Argentina                                                              |                                                                                            |  |
|                      | Parciales: 14-9, 13-20, 17-21, 32-13                                       |                      |                                                                        |                                                                                            |  |
|                      | Estadísticas Steponas Babrauskas 15 Paulius Jankūnas 6 Renaldas Seibutis 4 | Reporte Pts Reb Asts | Estadísticas 26 Leonardo Mainoldi 9 Matías Sandes 3 Alejandro Alloatti | Pabellón: Polideportivo Islas Malvinas, Mar del Plata Árbitros: Terry Moore Luigi Lamonica |  |

### Del 5° al 8°
| 13 de agosto de 2005 | Puerto Rico                                                           | 79–99                | Estados Unidos                                                  | |  |
|                      | Parciales: 21-21, 14-39, 25-21, 19-18                                 |                      |                                                                 | |  |
|                      | Estadísticas José Juan Barea 23 Peter John Ramos 13 José Juan Barea 6 | Reporte Pts Reb Asts | Estadísticas 17 Allan Ray 9 Nicholas Ryan Fazekas 7 Rajon Rondo | Pabellón: Polideportivo Islas Malvinas, Mar del Plata Árbitros: Konstantinos Koromilas Tolga Sahin Heros Avanessian |  |

| 13 de agosto de 2005 | Argentina                                                       | 70–43                | Eslovenia                                                |                                                                                   |  |
|                      | Parciales: 25-14, 10-8, 22-16, 13-5                             |                      |                                                          |                                                                                   |  |
|                      | Estadísticas Jonatan Treise 17 Matías Sandes 12 Matías Sandes 5 | Reporte Pts Reb Asts | Estadísticas 13 Domen Lorbek 5 Ziga Zagorc 3 Ziga Zagorc | Pabellón: Mar del Plata Árbitros: Ilija Belosevic Demian Theisz Cristiano Maranho |  |

### Séptimo puesto
| 14 de agosto de 2005 | Eslovenia                                               | 77–86                | Puerto Rico                                                                      | |  |
|                      | Parciales: 21-20, 16-21, 24-20, 16-25                   |                      |                                                                                  | |  |
|                      | Estadísticas Mensud Julevic 19 Miha Fon 6 Ziga Zagorc 4 | Reporte Pts Reb Asts | Estadísticas 19 Jesús Rafael Verdejo Santana 8 José Juan Barea 9 José Juan Barea | Pabellón: Polideportivo Islas Malvinas, Mar del Plata Árbitros: Luigi Lamonica Trevor Perry Qi Ban |  |

### Quinto Puesto
| 14 de agosto de 2005 | Argentina                                                             | 85–111               | Estados Unidos                                        | |  |
|                      | Parciales: 13-29, 16-32, 32-27, 24-23                                 |                      |                                                       | |  |
|                      | Estadísticas Leonardo Mainoldi 21 Leonardo Mainoldi 7 Matías Sandes 4 | Reporte Pts Reb Asts | Estadísticas 22 J. J. Redick 8 Rudy Gay 8 Rajon Rondo | Pabellón: Polideportivo Islas Malvinas, Mar del Plata Árbitros: Virginijus Dovidavicius Sergio Pacheco Tolga Sahin |  |

### Semifinales
| 13 de agosto de 2005 | Grecia                                                                             | 74–61                | Canadá                                                       | |  |
|                      | Parciales: 16-17, 19-11, 23-11, 16-22                                              |                      |                                                              | |  |
|                      | Estadísticas Kostas Vasileiadis 18 Loukas Mavrokefalidis 10 Georgios Apostolidis 4 | Reporte Pts Reb Asts | Estadísticas 14 Andy Rautins 7 Levon Kendall 3 Levon Kendall | Pabellón: Polideportivo Islas Malvinas, Mar del Plata Árbitros: Shmuel Bachar José La Paix Luigi Lamonica |  |

| 13 de agosto de 2005 | Lituania                                                               | 96–73                | Australia                                                    | |  |
|                      | Parciales: 26-11, 15-23, 29-20, 26-19                                  |                      |                                                              | |  |
|                      | Estadísticas Jonas Mačiulis 19 Paulius Jankūnas 15 Renaldas Seibutis 5 | Reporte Pts Reb Asts | Estadísticas 19 Rhys Carter 9 Aleksandar Marić 3 Aaron Bruce | Pabellón: Polideportivo Islas Malvinas, Mar del Plata Árbitros: José Aníbal Carrión Diego Rougier Sergio Pacheco |  |

### Tercer puesto
| 14 de agosto de 2005 | Australia                                                    | 74–79                | Canadá                                                                | |  |
|                      | Parciales: 20-22, 20-19, 16-22, 18-16                        |                      |                                                                       | |  |
|                      | Estadísticas Brad Newley 17 Aleksandar Marić 9 Aaron Bruce 4 | Reporte Pts Reb Asts | Estadísticas 15 Levon Kendall 10 Vladimir Kuljanin 3 Kingsley Costain | Pabellón: Polideportivo Islas Malvinas, Mar del Plata Árbitros: Konstantinos Koromilas Sasa Pukl Ilija Belosevic |  |

### Final
| 14 de agosto de 2005 | Lituania                                                                   | 65–63                | Grecia                                                                              | |  |
|                      | Parciales: 15-15, 9-13, 26-18, 15-17                                       |                      |                                                                                     | |  |
|                      | Estadísticas Steponas Babrauskas 14 Arturas Jomantas 10 Arturas Jomantas 3 | Reporte Pts Reb Asts | Estadísticas 22 Panagiotis Vasilopoulos 7 Vasileios Zefkilis 5 Vasilis Xanthopoulos | Pabellón: Polideportivo Islas Malvinas, Mar del Plata Árbitros: Alejandro Chiti Shmuel Bachar Terry Moore |  |

| Bandera de Lituania |
| Campeón Lituania    |
| Primer título       |